# JBH Gruppen
JBH Gruppen A/S er en dansk fondsejet bygge- og anlægsvirksomhed med hovedkvarter i Løsning. Jord- og Betonarbejdernes Kooperative Forretning blev etableret i Aarhus i 1932 af arbejdsløse jord- og betonarbejdere. JBH Gruppen består i dag af datterselskaberne Jorton, Hustømrerne og Boligbeton. Jorton er en totalentreprenør, Hustømrerne er en tømrervirksomhed og Boligbeton er en producent af betonelementer. I 2023 havde JBH over 1.100 ansatte og omsatte for 2,7 mia. kroner.